# UFC 170
UFC 170: Rousey vs. McMann（ユーエフシー・ワンセブンティー：ラウジー・バーサス・マクマン）は、アメリカ合衆国の総合格闘技団体「UFC」の大会の一つ。2014年2月22日、ネバダ州ラスベガスのマンダレイ・ベイ・イベント・センターで開催された。

## 大会概要
本大会ではロンダ・ラウジーとサラ・マクマンによるUFC世界女子バンタム級タイトルマッチが組まれた。
キャリア10戦全勝のRFAバンタム級王者ペドロ・ムニョス、8戦全勝のCFFCバンタム級王者アルジャメイン・ステアリング、6戦全勝のアーネスト・チャベスがUFCデビュー。

### カード変更
負傷などによるカードの変更は以下の通り。
- ルーカス・マルチンス → コーディ・ギブソン（第4試合）

- フランシスコ・リベラ → ペドロ・ムニョス（第5試合）

- ラシャド・エヴァンス → パトリック・カミンズ（第10試合）

- ギルバート・メレンデス vs. ハビブ・ヌルマゴメドフ → 中止

- ブライアン・キャラウェイ vs. ルーカス・マルチンス → キャラウェイの負傷により中止

- ハファエル・ドス・アンジョス vs. ルスタム・ハビロフ → ハビロフの負傷により中止

## 試合結果

### アーリープレリム
第1試合 ライト級ワンマッチ 5分3R
○  アーネスト・チャベス vs.  ヨスデニス・セデーノ ×
3R終了 判定2-1（29-28、28-29、30-27）
第2試合 ライト級ワンマッチ 5分3R
○  エリック・コク vs.  ハファエロ・オリヴェイラ ×
1R 1:24 TKO（左ストレート→パウンド）

### プレリミナリーカード
第3試合 フライ級ワンマッチ 5分3R
○  ザック・マコウスキー vs.  ジョシュ・サンポ ×
3R終了 判定3-0（30-27、30-27、29-28）
第4試合 バンタム級ワンマッチ 5分3R
○  アルジャメイン・スターリング vs.  コーディ・ギブソン ×
3R終了 判定3-0（29-28、29-28、29-28）
第5試合 バンタム級ワンマッチ 5分3R
○  ハファエル・アスンソン vs.  ペドロ・ムニョス ×
3R終了 判定3-0（30-27、30-27、30-27）
第6試合 女子バンタム級ワンマッチ 5分3R
○  アレクシス・デイヴィス vs.  ジェシカ・アイ ×
3R終了 判定2-1（28-29、29-28、29-28）

### メインカード
第7試合 ウェルター級ワンマッチ 5分3R
○  スティーブン・トンプソン vs.  ロバート・ウィテカー ×
1R 3:43 TKO（右ストレート→パウンド）
第8試合 ウェルター級ワンマッチ 5分3R
○  マイク・パイル vs.  TJ・ウォルドバーガー ×
3R 4:03 TKO（パウンド）
第9試合 ウェルター級ワンマッチ 5分3R
○  ローリー・マクドナルド vs.  デミアン・マイア ×
3R終了 判定3-0（29-28、29-28、29-28）
第10試合 ライトヘビー級ワンマッチ 5分3R
○  ダニエル・コーミエ vs.  パトリック・カミンズ ×
1R 1:19 TKO（右アッパー→パウンド）
第11試合 UFC世界女子バンタム級タイトルマッチ 5分5R
○  ロンダ・ラウジー vs.  サラ・マクマン ×
1R 1:06 TKO（ボディへの膝蹴り）
※ラウジーが3度目の防衛に成功。

### 各賞
ファイト・オブ・ザ・ナイト： ローリー・マクドナルド vs. デミアン・マイア
パフォーマンス・オブ・ザ・ナイト： ロンダ・ラウジー、スティーブン・トンプソン
各選手にはボーナスとして5万ドルが支給された。